# Erdal Ceylanoğlu
Erdal Ceylanoğlu (* 1945 in Kayseri, Provinz Kayseri) ist ein ehemaliger türkischer General, der zwischen 2010 und 2011 Oberkommandierender der Landstreitkräfte (Türk Kara Kuvvetleri) war.

## Leben
Ceylanoğlu begann nach dem Schulbesuch eine Offiziersausbildung an der Heeresschule (Kara Harp Okulu), die er 1966 abschloss. Nachdem er 1967 die Infanterieschule (Piyade Okulu) abgeschlossen hatte, fand er verschiedene Verwendungen als Offizier wie zum Beispiel als Zugführer. Nach Abschluss des Stabsoffizierslehrgangs an der Heeresakademie (Kara Harp Akademisi) wurde er 1976 zunächst Chef einer Ausbildungskompanie der Heeresschule sowie anschließend Mitglied des Führungsstabes der Heeresakademie, ehe er Chef des Stabes der 4. Panzerbrigade war. Danach folgten Verwendungen im Sondersekretariat des Oberkommandierenden der Landstreitkräfte und als Kommandeur eines Regiments der Besatzungstruppe in Zypern KTBK (Kıbrıs Türk Barış Kuvvetleri).
Nach seiner Beförderung zum Brigadegeneral (Tuğgeneral) wurde Ceylanoğlu 1992 Leiter der Ausbildungs- und Schulungsabteilung im Hauptquartier der Landstreitkräfte sowie anschließend 1994 Kommandeur der 39. Mechanisierten Infanteriebrigade (39. Mekanize Piyade Tugayı). 1996 erfolgte seine Beförderung zum Generalmajor (Tümgeneral) und als solcher seine Ernennung zum Kommandeur der Truppenschulen und der Ausbildungsdivision. Anschließend war er von 1998 bis 2000 stellvertretender Kommandierender General und Chef des Stabes des Ausbildungs- und Schulungskommandos der Landstreitkräfte sowie zwischen 2000 und 2002 Kommandeur der Nationalen Sicherheitsakademie (Milli Güvenlik Akademisi).
2002 erfolgte die Beförderung Ceylanoğlus zum Generalleutnant (Korgeneral) und die Versetzung zum Sicherheitskommando der Gendarmerie (Jandarma). Einige Zeit später wurde er Kommandierender General des Sicherheitskorps der Gendarmerie (Jandarma Asayiş Kolordu Komutanlığı) in Hacıbekir Kışlası, zu dem die 23. Gendarmerie-Grenzabteilung (23. Jandarma Sınır Tümeni) in Şırnak, die 21. Gendarmie-Grenzbrigade (21. Jandarma Sınır Tugayı) in Yüksekova sowie die Gedarmerie-Kommandobrigade (Jandarma Komando Tugayı) in Şırnak gehören. Zuletzt war er Leiter der Inspektions- und Beurteilungsabteilung im Hauptquartier der Landstreitkräfte.
Am 30. August 2007 wurde Ceylanoğlu zum General (Orgeneral) befördert und übernahm den Posten als Kommandeur des Ausbildungs- und Schulungskommandos (Eğitim ve Doktrin Komutanlığı) in Ankara. Zum 30. August 2010 sollte er ursprünglich Nachfolger von General Hasan Iğsız als Oberbefehlshaber der in der Selimiye-Kaserne im Istanbuler Stadtteil Üsküdar stationierten 1. Armee (Birinci Ordu) werden. Da jedoch die Ernennung von Iğsız zum Oberkommandierenden des Heeres durch Ministerpräsident Recep Tayyip Erdoğan abgelehnt wurde, wurde Ceylanoğlu stattdessen selbst Nachfolger von General Işık Koşaner als Oberkommandierender der Landstreitkräfte. Koşaner wiederum wurde Chef des Generalstabes der Streitkräfte und damit Nachfolger von General İlker Başbuğ. Am 29. Juli 2011 trat Koşaner gemeinsam mit der gesamten Armeeführung (Oberkommandierender der Landstreitkräfte General Ceylanoğlu, Oberkommandierender der Seestreitkräfte Admiral Eşref Uğur Yiğit und Oberkommandierender der Luftstreitkräfte General Hasan Aksay) wegen Meinungsverschiedenheiten mit der Regierung Erdoğan zurück. Nachfolger als Oberkommandierender der Landstreitkräfte wurde daraufhin am 29. Juli 2001 General Necdet Özel, der bislang Oberkommandierender der Gendarmerie war.
Erdal Ceylanoğlu ist verheiratet mit Şule Ceylanoğlu und Vater zweier Kinder. Neben Türkisch spricht er auch Englisch.

## Weblink
- Eintrag in Kim Kimdir? (Seitenaufruf am 24. Juni 2016)

| Personendaten    | Personendaten            |
| ---------------- | ------------------------ |
| NAME             | Ceylanoğlu, Erdal        |
| KURZBESCHREIBUNG | türkischer General       |
| GEBURTSDATUM     | 1945                     |
| GEBURTSORT       | Kayseri, Provinz Kayseri |